# وشاح الشرف
وشاح الشرف هو وسام دولة من السودان تأسست عام 1956 بعد استقلال السودان. تعطى للسودانيين الذين تفوقوا في خدمة الوطن. يجوز منحها إلى الحكومات الأجنبية ورؤساء الدول، ولكن لا يجوز منحها لأكثر من خمسة عشر مستلمًا على قيد الحياة.
بالنسبة للجوائز التي أقيمت بعد عام 1961، لا يجوز تكرار منح الأوسمة والميداليات، أو الترقية من فئة إلى مرتبة أعلى، إلا بعد مضي ثلاث سنوات على الأقل من تاريخ منحها. يتم تقليل هذه الفترة إلى عام واحد للموظفين إذا تمت إحالتهم إلى التقاعد، ويتم استبعاد الميدالية الرياضية من شرط الفترة. تظل الطلبات والميداليات ملكًا للحائز على الجائزة، وورثتها كتذكار دون أن يكون لأي منهم الحق في حملها. مع عدم الإخلال بأية عقوبة أخرى منصوص عليها في قوانين السودان، يجوز بأمر من رئيس الجمهورية نزع قلادة أو وشاح أو ميدالية أو عباءة شرف أو حزام إذا ارتكبوا التصرف الذي يخل بالشرف أو يتعارض مع الولاء للدولة.

## شارة
يتكون الوشاح من وشاح حريري مموج أحمر لامع مقسم طوليًا بأربعة خطوط زرقاء وشريطين أبيضين في الأطراف. ينتهي الوشاح بميدالية تتكون من ثلاثة أسطح مترادفة. أول مينا بيضاء مكتوب عليها كلمة (شرف) باللون الأسود ومحاطة بألوان علم جمهورية السودان الديمقراطية. السطحان الثاني والثالث مصنوعان من النحاس المطلي بالذهب، بالإضافة إلى زخارف المينا الزرقاء والخضراء على حواف السطح الثاني. تتدلى الميدالية من دائرة ذهبية في الوسط، وهي عبارة عن رسم لشعار جمهورية السودان الديمقراطية (الجديان) يرتدي وشاحًا من اليمين إلى اليسار ويتبع الوشاح بميدالية ميدالية محمولة على الصدر من الجانب الأيسر.

## المستفيدين البارزين
- 1993 كيتي أليخاندرينا ليس [5]
- سلطان بن محمد القاسمي [6] [7]